# Danmarksturneringen 1943-44
Danmarksturneringen 1943-44 var den 31. sæson om Danmarksmesterskabet i fodbold for herrer organiseret af DBU. Mesterskabet blev vundet af Frem, der i finalen i Københavns Idrætspark besejrede de forsvarende mestre AB med 4-2. 

Til finalen blev Københavns Idrætsparks porte stormet, fordi kontrollørerne kun ville lukke 30.000 tilskuere ind. Det blev anslået at yderligere 10.000 mennesker tiltvang sig adgang. Under tumulten blev seks personer kvæstet, heriblandt tre børn.

På grund af Augustoprøret indførte den tyske besættelsesmagt d. 29. august 1943 militær undtagelsestilstand. Det betød forbud mod at mere end fem personer var samlet, og derfor blev Danmarksturneringen suspenderet. Først syv uger senere d. 10. oktober 1943 blev turneringen genoptaget, dog uden adgang for tilskuere til kampe i Aarhus og København. Den 24. november 1943 ophævedes forbuddet mod tilskuere til udendørs sportsarrangementer i Aarhus og København.

28 hold var opdelt i tre regionale kredse. Otte hold kvalificerede sig til slutspil, der blev spillet som en pokalturnering.

## Danmarksturneringen

### Kreds 1
Kredsen bestod af syv hold fra Jylland og tre hold fra Fyn. De to bedste hold avancerede til slutspillet.
| Pos | Hold          | K  | V  | U | T  | M+ | M- | MR    | P  |                           |
| --- | ------------- | -- | -- | - | -- | -- | -- | ----- | -- | ------------------------- |
| 1   | AGF           | 18 | 13 | 2 | 3  | 50 | 27 | 1,852 | 28 | Kvartfinaler              |
| 2   | B 1909        | 18 | 11 | 3 | 4  | 53 | 31 | 1,710 | 25 | Kvartfinaler              |
| 3   | OB            | 18 | 10 | 1 | 7  | 71 | 55 | 1,291 | 21 |                           |
| 4   | Randers Freja | 18 | 7  | 5 | 6  | 45 | 41 | 1,098 | 19 |                           |
| 5   | AaB           | 18 | 7  | 3 | 8  | 35 | 36 | 0,972 | 17 |                           |
| 6   | Vejen SF      | 18 | 4  | 8 | 6  | 34 | 45 | 0,756 | 16 |                           |
| 7   | B 1913        | 18 | 6  | 2 | 10 | 28 | 43 | 0,651 | 14 |                           |
| 8   | Vejle B       | 18 | 5  | 4 | 9  | 37 | 60 | 0,617 | 14 |                           |
| 9   | Esbjerg fB    | 18 | 5  | 3 | 10 | 36 | 38 | 0,947 | 13 |                           |
| 10  | Aalborg Chang | 18 | 6  | 1 | 11 | 31 | 44 | 0,705 | 13 | Kvalifikation til Kreds 1 |

#### Kvalifikation til Kreds 1
Nr. 10 i Kreds 1, Aalborg Chang, spillede om kvalifikation til Kreds 1 sæsonen 1944-45 mod vinderen af mesterrækkerne hos henholdsvis Fyns Boldspil Union (FBU) og Jydsk Boldspil Union (JBU).

| Pos | Hold          | K | V | U | T | M+ | M- | MR    | P |                                   |
| --- | ------------- | - | - | - | - | -- | -- | ----- | - | --------------------------------- |
| 1   | Aalborg Chang | 2 | 2 | 0 | 0 | 12 | 4  | 3,000 | 4 | Kvalifikation til Kreds 1 1943-44 |
| 2   | Odense KFUM   | 2 | 1 | 0 | 1 | 9  | 9  | 1,000 | 2 |                                   |
| 3   | Thisted IK    | 2 | 0 | 0 | 2 | 3  | 11 | 0,273 | 0 |                                   |

### Kreds 2
Kredsen bestod af tre hold fra Lolland-Falster, fem hold fra Sjælland, samt tre københavnske hold. De to bedste hold avancerede til slutspillet.
| Pos | Hold          | K  | V  | U | T  | M+ | M- | MR    | P  | Kvalifikation eller nedrykning |
| --- | ------------- | -- | -- | - | -- | -- | -- | ----- | -- | ------------------------------ |
| 1   | KFUM          | 18 | 16 | 2 | 0  | 61 | 12 | 5,083 | 34 | Kvartfinaler                   |
| 2   | Slagelse B&I  | 18 | 10 | 4 | 4  | 47 | 38 | 1,237 | 24 | Kvartfinaler                   |
| 3   | Helsingør IF  | 18 | 9  | 5 | 4  | 45 | 32 | 1,406 | 23 |                                |
| 4   | Haslev IF (O) | 18 | 10 | 0 | 8  | 53 | 45 | 1,178 | 20 |                                |
| 5   | Nakskov       | 18 | 7  | 3 | 8  | 31 | 44 | 0,705 | 17 |                                |
| 6   | B 1901        | 18 | 7  | 1 | 10 | 40 | 45 | 0,889 | 15 |                                |
| 7   | HIK           | 18 | 5  | 4 | 9  | 33 | 28 | 1,179 | 14 |                                |
| 8   | Korsør B      | 18 | 7  | 0 | 11 | 35 | 50 | 0,700 | 14 |                                |
| 9   | Dragør BK     | 18 | 5  | 1 | 12 | 33 | 55 | 0,600 | 11 |                                |
| 10  | B 1908        | 18 | 2  | 4 | 12 | 21 | 50 | 0,420 | 8  | Kvalifikation til Kreds 2      |

#### Kvalifikation til Kreds 2
Nr. 10 i Kreds 2, B 1908, spillede om kvalifikation til Kreds 2 sæsonen 1944-45 mod vinderen af mesterrækkerne hos henholdsvis Københavns Boldspil Union (KBU), Sjællands Boldspil Union (SBU) og Lolland-Falsters Boldspil Union. Fordi KFUM fra den efterfølgende sæson skulle spille i Kreds 3, så kvalificerede de to bedste hold sig til Kreds 2.

| Pos | Hold     | K | V | U | T | M+ | M- | MR    | P |                               |
| --- | -------- | - | - | - | - | -- | -- | ----- | - | ----------------------------- |
| 1   | Brønshøj | 3 | 2 | 1 | 0 | 10 | 3  | 3,333 | 5 | Oprykning til Kreds 1 1944-45 |
| 2   | Næstved  | 3 | 1 | 1 | 1 | 6  | 6  | 1,000 | 3 | Oprykning til Kreds 1 1944-45 |
| 3   | Maribo   | 3 | 1 | 0 | 2 | 6  | 8  | 0,750 | 2 |                               |
| 4   | B 1908   | 3 | 1 | 0 | 2 | 4  | 9  | 0,444 | 2 |                               |

### Kreds 3
Kredsen bestod af de otte hold fra København. De fire bedste hold avancerede til slutspillet. 
| Pos | Hold          | K  | V  | U | T  | M+ | M- | MR    | P  | Kvalifikation eller nedrykning |
| --- | ------------- | -- | -- | - | -- | -- | -- | ----- | -- | ------------------------------ |
| 1   | AB (M)        | 14 | 10 | 2 | 2  | 44 | 28 | 1,571 | 22 | Kvartfinaler                   |
| 2   | KB            | 14 | 9  | 2 | 3  | 30 | 18 | 1,667 | 20 | Kvartfinaler                   |
| 3   | B 93          | 14 | 6  | 4 | 4  | 32 | 20 | 1,600 | 16 | Kvartfinaler                   |
| 4   | Frem          | 14 | 7  | 2 | 5  | 33 | 23 | 1,435 | 16 | Kvartfinaler                   |
| 5   | Fremad Amager | 14 | 7  | 1 | 6  | 37 | 39 | 0,949 | 15 |                                |
| 6   | ØB            | 14 | 4  | 1 | 9  | 22 | 38 | 0,579 | 9  |                                |
| 7   | Køge BK       | 14 | 3  | 2 | 9  | 26 | 42 | 0,619 | 8  |                                |
| 8   | B 1903        | 14 | 2  | 2 | 10 | 19 | 35 | 0,543 | 6  |                                |

## Kvartfinaler
Hold fra Kreds 3 (København) kunne ikke møde hinanden i kvartfinalerne.
| 17. maj 1944 kl. 19.00 |

| AB                   | 1 - 1 e.f.s.             | KFUM                   |
| -------------------- | ------------------------ | ---------------------- |
| Karl Aage Hansen 53' | Ord. kamp: 1 - 1 (0 - 1) | Thorkild Thomsen 40' · |

| Københavns Idrætspark, København Tilskuere: 13.500 |

| AB videre efter lodtrækning. |

| 18. maj 1944 Kl. 13.30 |

| Frem | 11 - 1  | Slagelse B&I         |
| --- | ------- | -------------------- |
| Ejner Olsen 7, 46, 84' · Knud Larsen 15, 40' · Johannes Pløger 17, 48' · Svend Frederiksen 35' · Kaj Christiansen 75, 86, 89' | (5 - 1) | Harry Jacobsen 83' · |

| Københavns Idrætspark, København Tilskuere: 15.200 |

| 18. maj 1944 Kl. 14.00 |

| AGF               | 1 - 2 efs.               | B 93                                   |
| ----------------- | ------------------------ | -------------------------------------- |
| Tage Sørensen 50' | Ord. kamp: 1 - 1 (0 - 1) | Helmuth Nielsen 44' · Kaj Hansen 97' · |

| Aarhus Stadion, Aarhus Tilskuere: 13.000 |

| 18. maj 1944 |

| B 1909                                                        | 3 - 1   | KB                          |
| ------------------------------------------------------------- | ------- | --------------------------- |
| Sofus Petersen 17' · Willy Richter 60' · Gerhard Petersen 62' | (2 - 0) | Oscar Jørgensen 25' strf. · |

| Odense Stadion, Odense Tilskuere: 12.000 |

## Semifinaler
| 21. maj 1944 Kl. 13.30 |

| Frem                                                               | 5 - 0   | B 1909 |
| ------------------------------------------------------------------ | ------- | ------ |
| John Hansen 9, 54' · Kaj Christiansen 18, 85' · Helmuth Søbirk 39' | (3 - 0) |        |

| Københavns Idrætspark, København Tilskuere: 30.700 |

| 25. maj 1944 Kl. 19.00 |

| AB                                                                                            | 5 - 0   | B 93                   |
| --------------------------------------------------------------------------------------------- | ------- | ---------------------- |
| Knud Lundberg 20, 70' · Egon Mathiesen 12, 89' · Svend Albrechtsen 49' · Karl Aage Hansen 84' | (2 - 0) | Egon Christensen 85' · |

| Københavns Idrætspark, København Tilskuere: 12.000 |

## Finale
| 30. maj 1944 Kl. 19.15 |

| Frem                                                                                                  | 4 - 2   | AB                                                   |
| --- | ------- | ---------------------------------------------------- |
| William Holst Petersen 40' selvmål · Kaj Christiansen 59' · Walther Christensen 65' · John Hansen 87' | (1 - 1) | Svend Albrechtsen 36' strf. · Karl Aage Hansen 53' · |

| Københavns Idrætspark, København Tilskuere: 40.000 Dommer: Valdemar Laursen |